# Philippe Roussel
Philippe Roussel (13 de mayo de 1945) es doctor en Informática y creador, junto con Alain Colmerauer del lenguaje de programación Prolog.
Además de poner en práctica numerosos sistemas basados en programación, a lo largo de su carrera ha contribuido al desarrollo de productos de inteligencia artificial. Fue Director Técnico de la sociedad Elsa Softare, miembro del Grupo de Inteligencia Artificial de la Universidad Aix-Marseille, profesor en la Universidad Pompeu Fabra y miembro de la Fundación Barcelona Media en Barcelona.
Prolog (PROgramming in LOGic) es un lenguaje de programación para inteligencia artificial que hace uso de la lógica de predicados. Fue desarrollado por Philippe Roussel y Alain Colmerauer en la Universidad de Marsella en 1972. 
Diseñado para aplicaciones de inteligencia artificial, gran parte de la reciente atención al Prolog se debe al proyecto japonés para la creación de una computadora de quinta generación. Sin embargo, el interés por la programación de inteligencia artificial ha llevado al desarrollo de muchas implementaciones recientes. De hecho, Alain Colmerauer creó en 1984 la compañía PrologIA para explotar el desarrollo de uno de los prologs creados con anterioridad. 
Philippe Roussel está considerado uno de los fundadores del campo de la programación lógica, con Alain Colmerauer de la Universidad de Marseilla, y con Robert Kowalski del Imperial College de Londres,